# Kleomenes II
Kleomenes II (stgr. Κλεομένης) – król Sparty z dynastii Agiadów. Panował od 370 p.n.e. do 309 p.n.e.
Był synem króla Kleombrotosa i bratem swojego poprzednika, króla Agesipolisa II. W odróżnieniu od ojca i brata panował bardzo długo. Sparta zaznała wówczas względnego spokoju. Prestiż miasta i jego armii jednak wówczas podupadł. Najpierw, po klęsce koalicji spartańsko-ateńsko-achajskiej w bitwie pod Mantineją z siłami tebańsko-arkadyjskimi w 362 p.n.e. Później na skutek bierności Spartan przeciwko rosnącej hegemonii Macedonii Filipa II i jego syna Aleksandra III Wielkiego.
Doczekał się dwóch synów: Akrotatosa, który zmarł przed ojcem, oraz Kleonimusa. Po śmierci króla, tron objął Areus I, syn Akrotatosa.

## Źródła
- Diodor Sycylijski, Biblioteka historyczna
- Pauzaniasz, Wędrówka po Helladzie
- Plutarch, Żywoty sławnych mężów